# Rethwisch (Steinburg)
Rethwisch település Németországban, Schleswig-Holstein tartományban. Lakosainak száma 550 fő (2023. december 31.).

## Népesség
A település népességének változása:
| Lakosok száma | 756  | 570  | 573  | 575  | 563  | 550  |
|               | 1975 | 2017 | 2019 | 2021 | 2022 | 2023 |